# 2019 aux Kiribati
Cet article présente les faits marquants de l'année 2019 aux Kiribati.

## Évènements
- début juin : Le président Taaneti Mamau limoge son vice-président Kourabi Nenem, semble-t-il pour avoir effectué sans autorisation un voyage en Indonésie. Teuea Toatu, le ministre des Finances, est nommé à sa succession[1].
- 20 septembre : Quatre jours après les Îles Salomon, le président Taaneti Mamau rompt les relations diplomatiques des Kiribati avec la République de Chine (Taïwan) et reconnaît la République populaire de Chine[2].